# Heliete Vaitsman
Heliete Vaitsman (Rio de Janeiro, 1947) é uma jornalista e escritora brasileira.
Graduada em Comunicação Social e em Direito pela UFRJ, trabalhou nos jornais O Globo e Jornal do Brasil. Seu primeiro romance, O Cisne e o Aviador, conta a história do aviador Herberts Cukurs, acusado de matar 30 mil judeus, que fugiu para o Brasil depois da II Guerra Mundial. Foi finalista do Prêmio São Paulo de Literatura na categoria Autor estreante com mais de 40 anos.

## Obras
- 2006 - Judeus da leopoldina (Museu Judaico do Rio de Janeiro)
- 2014 - O Cisne e o Aviador (Editora Rocco)